# Дирфилд (Висконсин)
Дирфилд (енгл. Deerfield) град је у америчкој савезној држави Висконсин.

## Демографија
По попису из 2010. године број становника је 2.319, што је 348 (17,7%) становника више него 2000. године.
| Група             | 2000.         | 2010.         |
| Белци             | 1.841 (93,4%) | 2.164 (93,3%) |
| Афроамериканци    | 32 (1,6%)     | 23 (1,0%)     |
| Азијати           | 22 (1,1%)     | 19 (0,8%)     |
| Хиспаноамериканци | 43 (2,2%)     | 76 (3,3%)     |
| Укупно            | 1.971         | 2.319         |